# 西脇市立芳田小学校
西脇市立芳田小学校（にしわきしりつ ほうたしょうがっこう）は、兵庫県西脇市落方町にある公立小学校である。略称は芳田小（ほうたしょう）。

## 沿革
※
- 1873年：飾磨県第5小区報新学校(明楽寺)青藍学校(合山)を設立
- 1876年：2校を合併して、加西郡第60番小学区新青小学校と改称
- 1879年：加西郡公立新青小学校と改称し、下郷村弘道学校を合併し、弘道学校を分教場とする
- 1884年：衆力、桃野、由水、新青の4小学校を組合とし、加西郡第3番学区村立新青小学校となる
- 1887年：落方村外6か村を第8番区とし、新青簡易小学校(水尾)、青簡易小学校(合山)を設立
- 1889年：加西郡芳田村立芳田尋常小学校と改称
- 1890年：本校舎を落方に改築し、開校式を行う(明治23年6月1日)
- 1904年：芳田村立尋常高等小学校と命名
- 1941年：加西郡芳田村立芳田国民学校と改称
- 1947年：新制芳田村立芳田中学校を併置
- 1896年：西脇市と合併して、西脇市立芳田小学校と改称
- 1903年：芳田中学校は、西脇南中学校に統合
- 1909年：鉄筋コンクリート2階建校舎完成、幼稚園舎改造
- 1968年：水泳プール竣工
- 1980年：兵庫県立馬事公苑開所にともない、児童数急増
- 1983年：鉄筋2階建2教室を増築
- 1988年：体育館完工
- 1989年：幼稚園舎完工式
- 2000年：児童学習用コンピュータ設置
- 2010年：鉄筋コンクリート2階建校舎、耐震補強工事完了
- 2011年：職員用トイレ増築
- 2014年：各教室空調設備設置

芳田地域は少子化による学校小規模化が進行していることから、2024年（令和6年）策定の「西脇市立学校学習環境規模適正化推進計画」では本校は令和12年度をめどに西脇市立重春小学校との統合が計画されている。

## 通学区域
西脇市のうち、落方町、明楽寺町、水尾町、岡崎町、上王子町、合山町、出会町、八坂町。全域で西脇市立西脇南中学校の通学区域となる。

## 校歌
- 作詞：中川安一
- 作曲：村山貞雄

## 隣接する校区の小学校
- 西脇市立重春小学校
- 西脇市立日野小学校
- 多可町立中町南小学校
- 多可町立八千代小学校
- 加西市立日吉小学校
- 加西市立宇仁小学校
- 加東市立滝野東小学校

## アクセス

### 自動車
- 国道175号
- 中国自動車道 滝野社ICより8キロ(10分)、中国自動車道加西ICより17キロ(20分)

### バス
- JR新大阪駅より中国自動車道の高速バス(西脇行き)で約90分
- JR三ノ宮駅より神姫バス(西脇行き)で約90分

### 電車
- JR神戸線「加古川駅」乗り換え → JR加古川線「西脇市駅」下車（加古川駅から約45分）